# 沃耶沃欽齊
48°29′50″N 27°52′1″E / 48.49722°N 27.86694°E

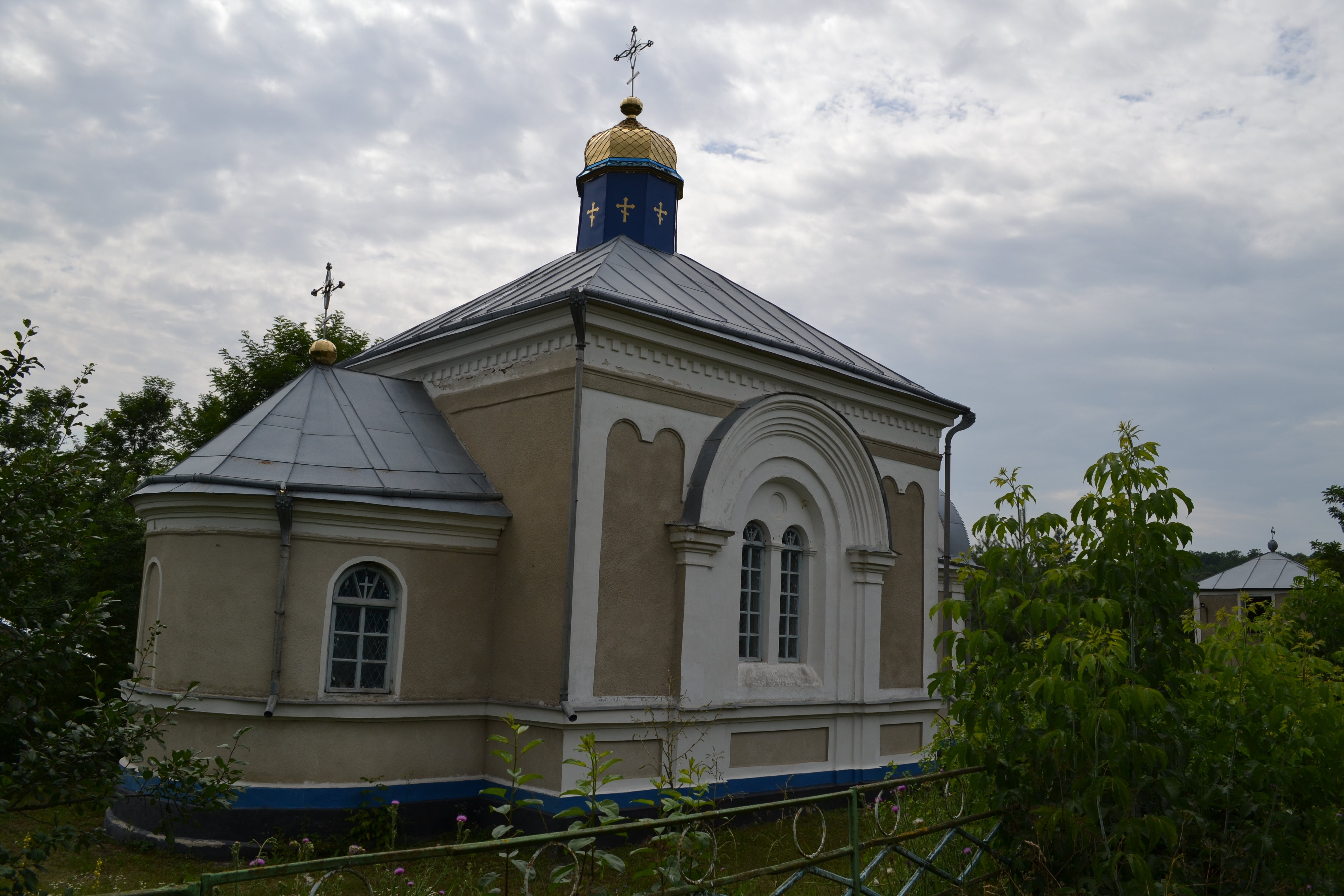
教堂

沃耶沃欽齊（烏克蘭語：Воєводчинці），是烏克蘭西南部的村莊，隸屬文尼察州的莫希利夫-波迪利斯基区莫希利夫-波迪利斯基市镇。該村面積1.6平方公里，海拔高度220米，2001年人口722，人口密度每平方公里451.25人。